# ایسان چان
ایسان چان (انگلیسی: Eason Chan؛ زادهٔ ۲۷ ژوئیهٔ ۱۹۷۴) یک خواننده، ترانه‌سرا، تهیه‌کننده موسیقی و هنرپیشه اهل هنگ کنگ است.
از فیلم‌ها یا برنامه‌های تلویزیونی که وی در آن نقش داشته است می‌توان به برادران و ققنوس وارد می‌شود اشاره کرد.